# Kinney National Company
A Kinney National Company foi formada em 1966 quando a Kinney Parking Company e a National Cleaning Company fundiram-se. Elas compraram a Warner Bros.-Seven Arts em 1969.
Em 1972, a Kinney National Company mudou seu nome para Warner Communications. Em 1990, a empresa realizou uma fusão com a Time Inc. para formar o conglomerado de mídia Time Warner.